# Gösta Grassman
Franz Hans Gösta Olav Grassman, född 29 juli 1943 i Tyska Sankta Gertruds församling, Stockholm, död 6 september 2022, var en svensk journalist.
Gösta Grassman var son till Paul Grassmann och bror till ekonomen Sven Grassman. Gösta Grassman mottog Stora journalistpriset 1979 i kategorin Fack-, special- och organisationstidningar. Han hade då varit med och grundat Lag & avtal 1978 som han även var chefredaktör för. Grassman arbetade som journalist på bland annat Kvällsposten, Veckans affärer och TT. 
Han började 1980 på Utrikesdepartementet och var bland annat stationerad på ambassaderna i Bryssel, Paris och som pressråd i Berlin. Inom UD var Grassman bland annat även föreståndare för UD:s pressrum för utländska korrespondenter. 